# Rachmat Wijaya
Rachmat Hadi Wijaya (ur. 6 grudnia 1998) – indonezyjski zapaśnik walczący w stylu wolnym. Srebrny medalista igrzysk Azji Południowo-Wschodniej w 2023, a także mistrzostw Azji Południowo-Wschodniej w 2022 roku. 